# Stefano Pescosolido
Stefano Pescosolido (n, 13 de junio de 1971 en Sora, Italia) es un jugador de tenis con nacionalidad italiana. En su carrera ha conquistado tres torneos a nivel ATP, su mejor posición fue Nº42 en marzo de 1992. 

## Títulos

### Individuales
| Leyenda                |
| Grand Slam (0)         |
| Tennis Masters Cup (0) |
| ATP Masters Series (0) |
| ATP Tour (2)           |
| Challengers (1)        |

| N.º | Fecha | Torneo     | Superficie | Oponentes en la final | Resultado     |
| --- | ----- | ---------- | ---------- | --------------------- | ------------- |
| 1.  | 1992  | Las Vegas  | Dura       | Brad Gilbert          | 6-0, 1-6, 6-4 |
| 2.  | 1993  | Tel Aviv   | Dura       | Amos Mansdorf         | 7-6, 7-5      |
| 3.  | 2003  | Pozoblanco | Dura       | Nicolás Mahut         | 6-4, 6-3      |

### Dobles
| Leyenda                |
| Grand Slam (0)         |
| Tennis Masters Cup (0) |
| ATP Masters Series (0) |
| ATP Tour (1)           |

| N.º | Fecha | Torneo   | Superficie | Pareja            | Oponentes en la final          | Resultado     |
| --- | ----- | -------- | ---------- | ----------------- | ------------------------------ | ------------- |
| 1.  | 1991  | Tashkent | Dura       | Laurence Tieleman | Kenneth Carlsen Sjeng Schalken | 7-5, 4-6, 7-5 |